# Кубок Латвийской ССР по футболу 1985
Кубок Латвийской ССР по футболу 1985 — розыгрыш Кубка Латвийской ССР.

## 1/16 финала
| Хозяева                   | Счёт     | Гости                     |
| ------------------------- | -------- | ------------------------- |
| Гауя (Валмиера)           | 2:1      | Бетон (Вангажи)           |
| Портовик (Рига)           | 2:0      | Компрессор (Рига)         |
| Сборная юниоров (Рига)    | 2:3      | Нива (Даугавпилс)         |
| Альфа (Рига)              | 4:0      | Локомотивное депо (Рига)  |
| РЭМЗ (Рига)               | 1:4      | Химик (Даугавпилс)        |
| Целтниекс (Рига)          | 3:0      | Машиностроитель (Резекне) |
| ВЭФ (Рига)                | 6:2      | Локомотив (Елгава)        |
| Сарканайс квадратс (Рига) | 3:0      | Трудовые резервы (Рига)   |
| Звезда (Вентспилс)        | 1:0      | Ригас аудумс (Рига)       |
| Адитайс (Огре)            | 0:3      | Доломит (Екабпилс)        |
| Вулкан (Кулдига)          | 4:3      | РПИ (Рига)                |
| Сельмаш (Рига)            | 2:1      | Юрниекс (Рига)            |
| Саркана бака (Вентспилс)  | 8:7 пен. | Энергия (Рига)            |

## 1/8 финала
| Хозяева                      | Счёт | Гости                     |
| ---------------------------- | ---- | ------------------------- |
| Целтниекс (Рига)             | 3:0  | Сельмаш (Рига)            |
| Химик (Даугавпилс)           | 5:0  | Вулкан (Кулдига)          |
| Сарканайс металургс (Лиепая) | 1:0  | Торпедо (Рига)            |
| ВЭФ (Рига)                   | 1:0  | Звезда (Вентспилс)        |
| Гауя (Валмиера)              | 3:1  | Сарканайс квадратс (Рига) |
| Портовик (Рига)              | 2:1  | Альфа (Рига)              |
| Саркана бака (Вентспилс)     | 3:2  | Доломит (Екабпилс)        |
| Бривайс вилнис (Салацгрива)  | 2:1  | Нива (Даугавпилс)         |

## 1/4 финала
| Хозяева                      | Счёт | Гости                       |
| ---------------------------- | ---- | --------------------------- |
| Сарканайс металургс (Лиепая) | 2:0  | Саркана бака (Вентспилс)    |
| Портовик (Рига)              | 2:1  | Бривайс вилнис (Салацгрива) |
| ВЭФ (Рига)                   | 4:2  | Гауя (Валмиера)             |
| Целтниекс (Рига)             | 3:2  | Химик (Даугавпилс)          |

## 1/2 финала
| Хозяева          | Счёт | Гости                        |
| ---------------- | ---- | ---------------------------- |
| ВЭФ (Рига)       | 1:0  | Сарканайс металургс (Лиепая) |
| Целтниекс (Рига) | 3:1  | Портовик (Рига)              |

## Финал
| Дата | Хозяева          | Счёт | Гости      |
| ---- | ---------------- | ---- | ---------- |
|      | Целтниекс (Рига) | 2:0  | ВЭФ (Рига) |